# Haplochromis barbarae
Haplochromis barbarae là một loài cá thuộc họ Cichlidae. Nó là loài đặc hữu của Uganda.